# Arroyo Chuy
Der Arroyo Chuy (portugiesisch Arroio Chuí) ist ein kleiner Flusslauf in Südamerika.
Seine Quelle liegt auf brasilianischem Gebiet im Bundesstaat Rio Grande do Sul bei Santa Vitória do Palmar. Von dort fließt er in nord-südlicher Richtung bis zur Doppelstadt Chuí/Chuy, an deren Ostrand er vorbeifließt, und bildet auf seinem letzten Abschnitt dann die natürliche Grenze der beiden Länder Brasilien und Uruguay, bevor er schließlich nördlich von Barra del Chuy in den Atlantik mündet. An seinem Unterlauf befindet sich der südlichste Punkt Brasiliens.
Die Gesamtlänge des Arroyo Chuy beträgt etwa 45 km.
Sein Name stammt aus der Tupí-Guaraní-Sprache und bedeutet ins Deutsche übersetzt Vogel.

## Einzelnachweise

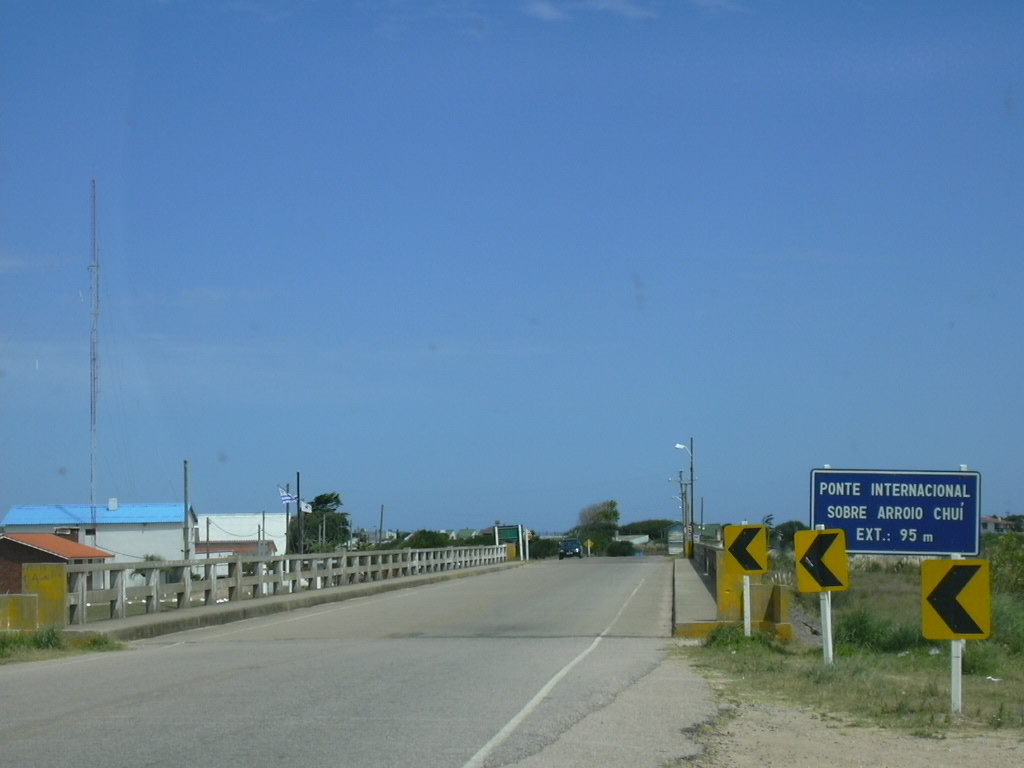
Internationale Brücke über den Arroyo Chuy an der brasilianisch-uruguayischen Grenze bei Barra del Chuy

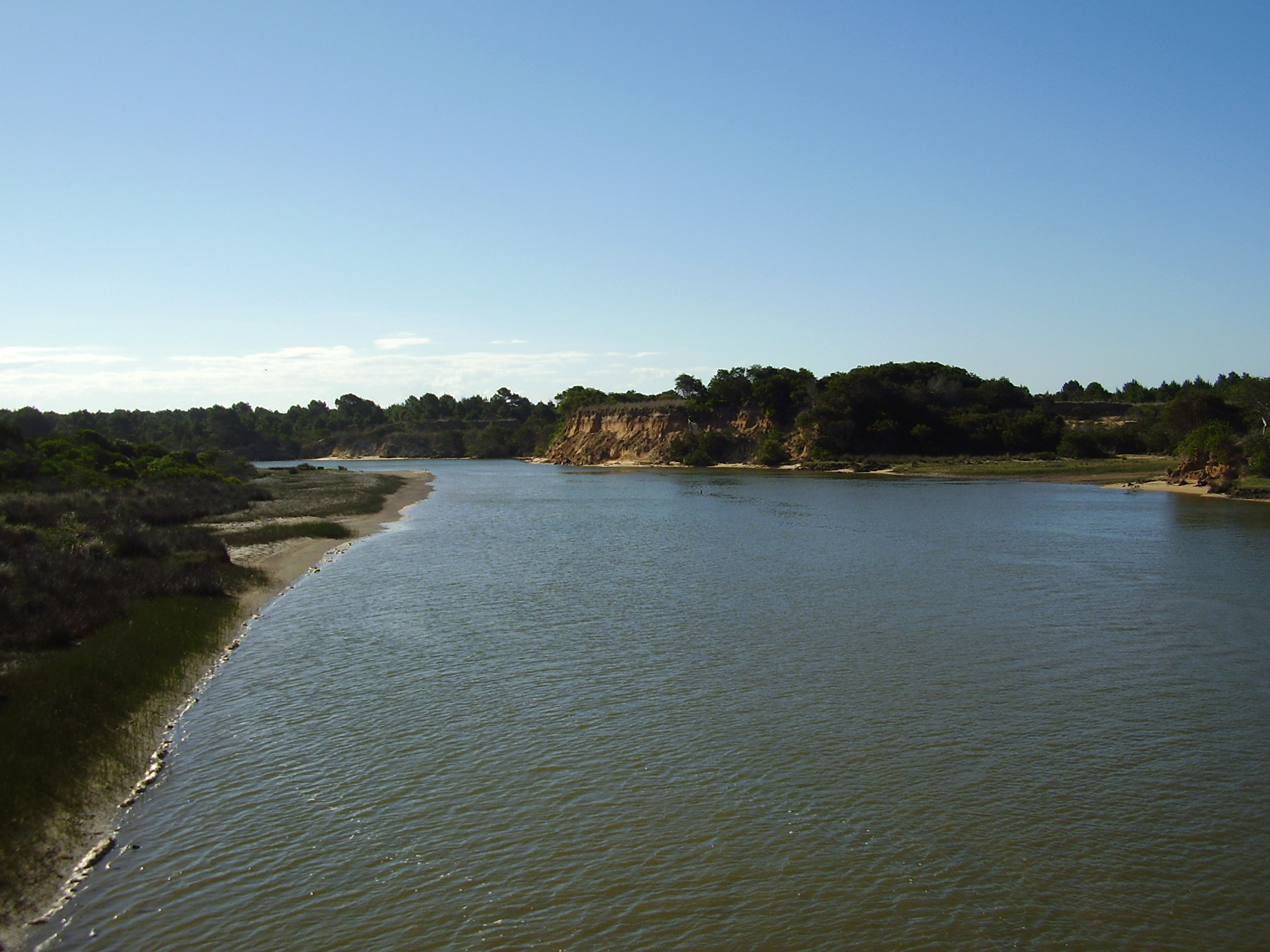
Arroyo Chuy